# Китайская аэрокосмическая научно-промышленная корпорация
China Aerospace Science & Industry Corporation Limited (CASIC, «Китайская аэрокосмическая научно-промышленная корпорация») — китайская государственная военно-промышленная компания; наряду с China Aerospace Science and Technology Corporation (CASC) — крупнейший в стране производитель ракетно-космической техники. Входит в число ста крупнейших компаний Китая и пятисот крупнейших компаний мира. Штаб-квартира расположена в Пекине, контрольный пакет акций CASIC принадлежит SASAC. По состоянию на 2020 год в компании насчитывалось 147,7 тыс. сотрудников.
CASIC принимает участие в программе космических пилотируемых полётов «Шэньчжоу», программе многомодульной космической станции «Тяньгун», Лунной программе Китая, марсианской программе «Тяньвэнь-1» и программе спутниковой системы навигации «Бэйдоу».

## История
В октябре 1956 года была создана Пятая академия Министерства обороны Китая, позже она была переименована в Седьмое министерство машиностроения, Министерство аэрокосмической промышленности, Министерство авиационной и аэрокосмической промышленности, China Aerospace Corporation. В июле 1999 года была образована China Aerospace Machinery and Electronics Corporation, которую в июле 2001 года реорганизовали в China Aerospace Science and Industry Corporation.  
В апреле 2017 года пекинскую штаб-квартиру CASIC посетил премьер-министр Ли Кэцян. В ноябре 2020 года правительство Дональда Трампа запретило американским гражданам и компаниям владеть акциями в структурах, связанных с Народно-освободительной армией Китая (в этот перечень попала и CASIC). В ноябре 2021 года CASIC ввела в эксплуатацию ракетный индустриальный парк, расположенный на территории Национальной аэрокосмической промышленной базы в городе Ухань (сборка твердотопливных ракет-носителей и космических спутников общего назначения).

## Продукция
China Aerospace Science and Industry Corporation проектирует, разрабатывает и производит:

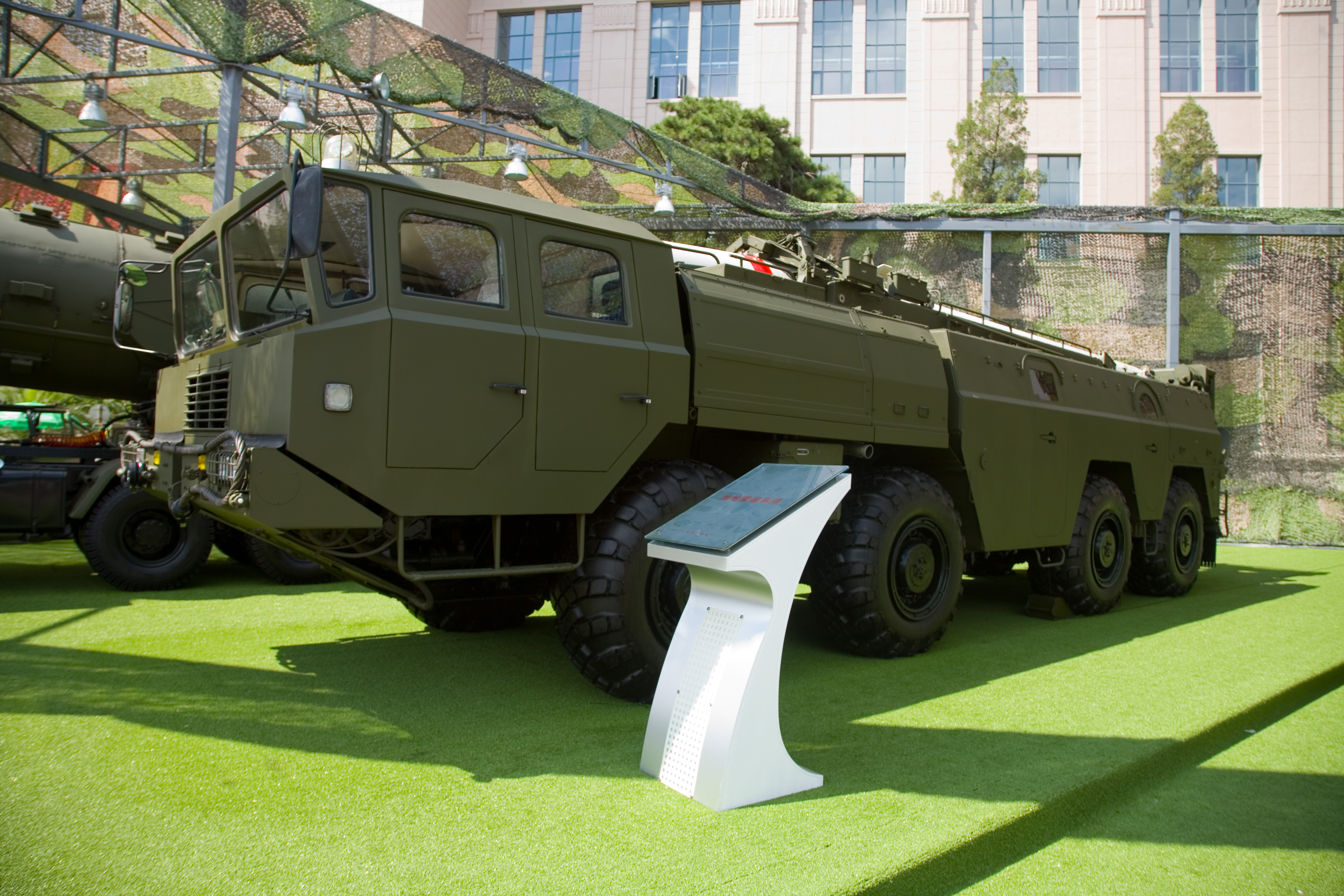
Стратегическое и тактическое ракетное вооружение (зенитные ракетные комплексы среднего и дальнего действия Хунци-9, оперативно-тактические ракетные комплексы Дунфэн-15, противокорабельные крылатые ракеты воздушного, морского и наземного базирования YJ-12 и YJ-83, противокорабельные и противовоздушные баллистические ракеты BP-12A и DF-21);
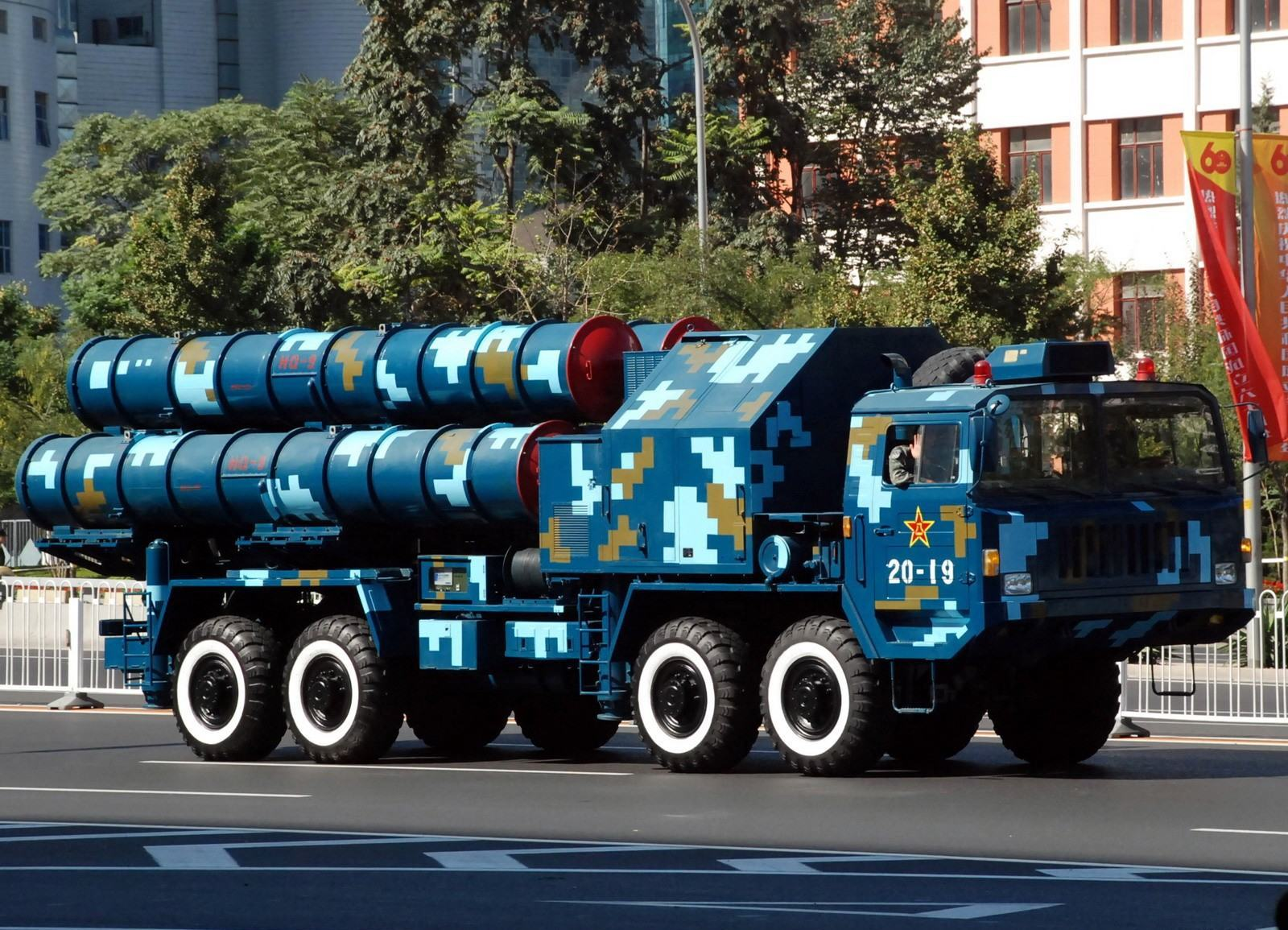
Космические аппараты и ракеты-носители (серии ракет-носителей «Куайчжоу» и «Кайто», серии спутников связи «Тянькунь», «Синъюнь» и «Хунъюнь»)[8][9][10][11];
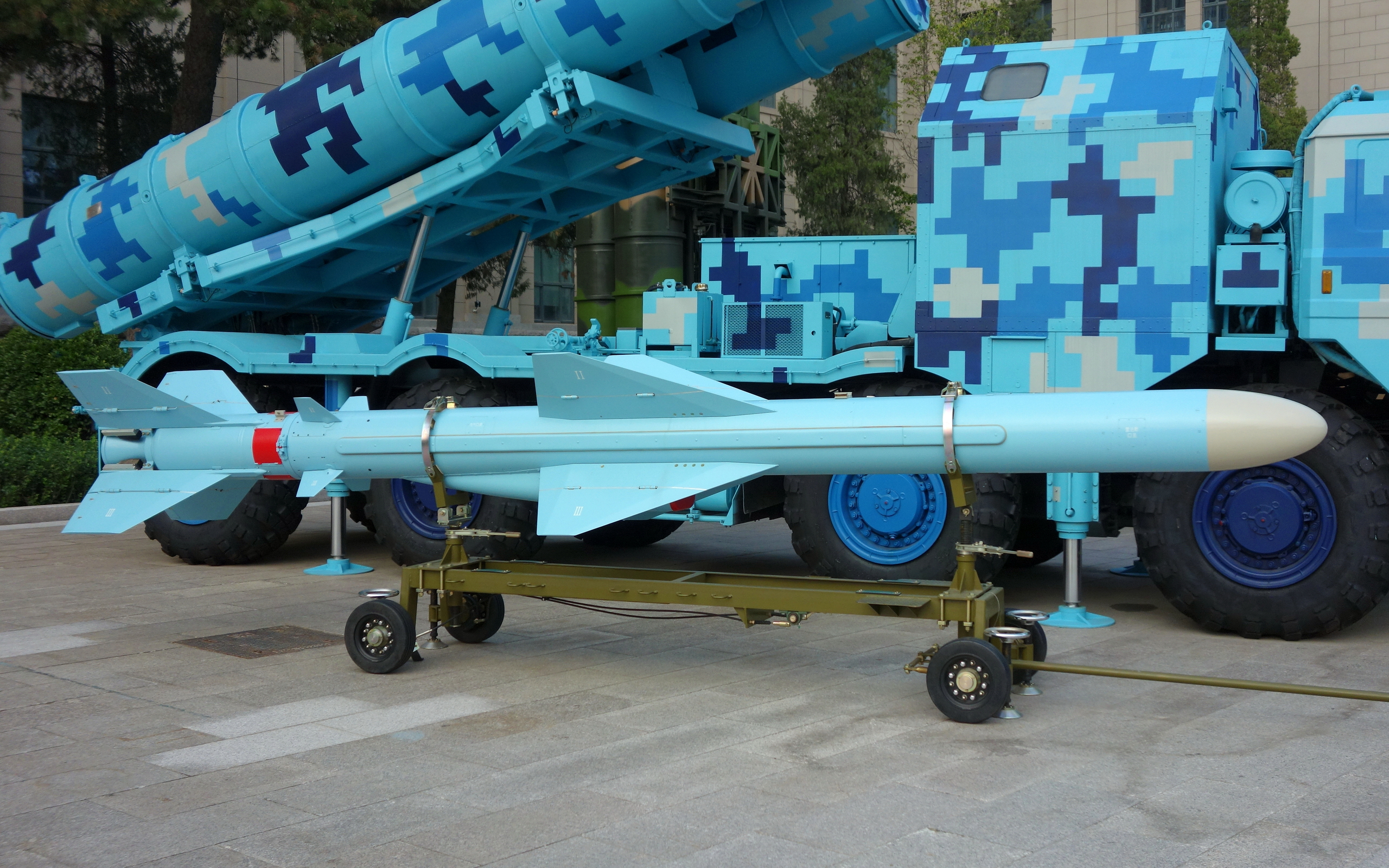
YJ-83

- Турбореактивные и твердотопливные ракетные двигатели[12];
- Специальные транспортные средства (ракетные тягачи и транспортёры);
- Военные беспилотные летательные аппараты[13][14];
- Лазерное оружие;
- Навигационные системы и системы управления ракетами;
- Электрические аккумуляторы;
- Композитные материалы для ракетно-космической техники;
- Медицинское и энергетическое оборудование, автомобильную электронику, оборудование для тяжёлой промышленности и защиты окружающей среды, наземные буровые установки[15];
- Сверхскоростные транспортные системы на магнитной подвеске[16];
- Системы досмотра и безопасности[17];
- Облачные системы, промышленный интернет вещей и большие данные для армии и предприятий.

Основным заказчиком компании является Министерство обороны Китая. Кроме того, China Aerospace Science and Industry Corporation экспортирует свою продукцию в Германию, Россию, Узбекистан, Туркменистан, Турцию, Иран, Пакистан, Бангладеш, Мьянму, Индонезию, Таиланд, Северную Корею, Алжир, Марокко и Кению.

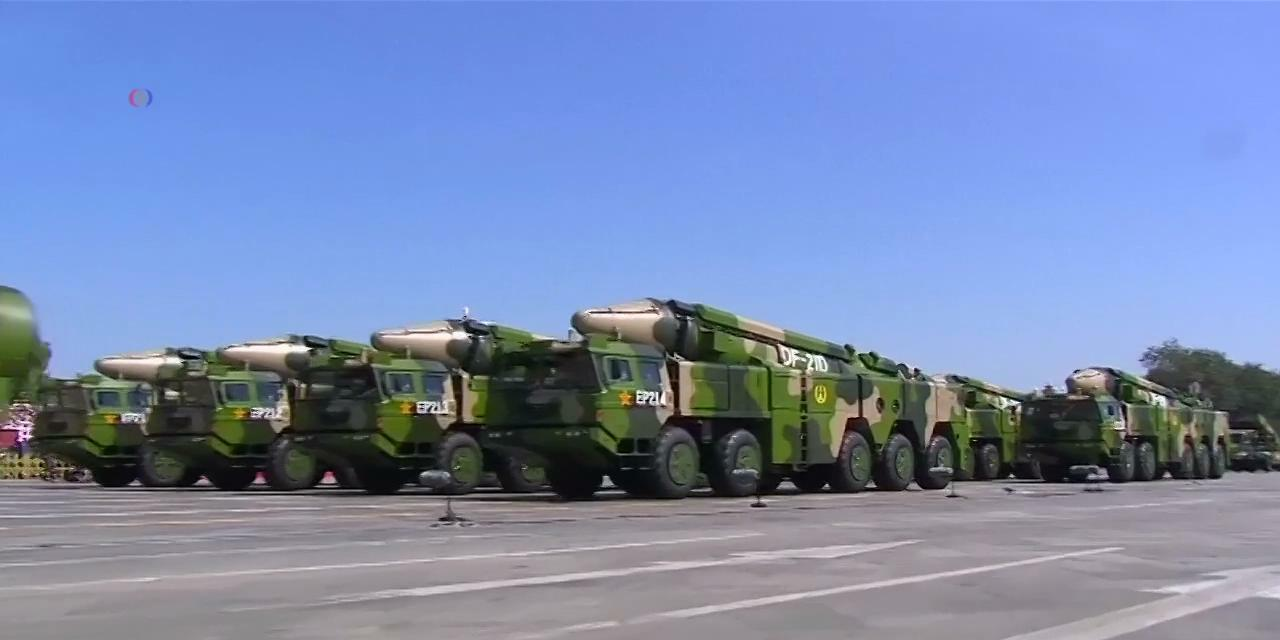
Дунфэн-21Д
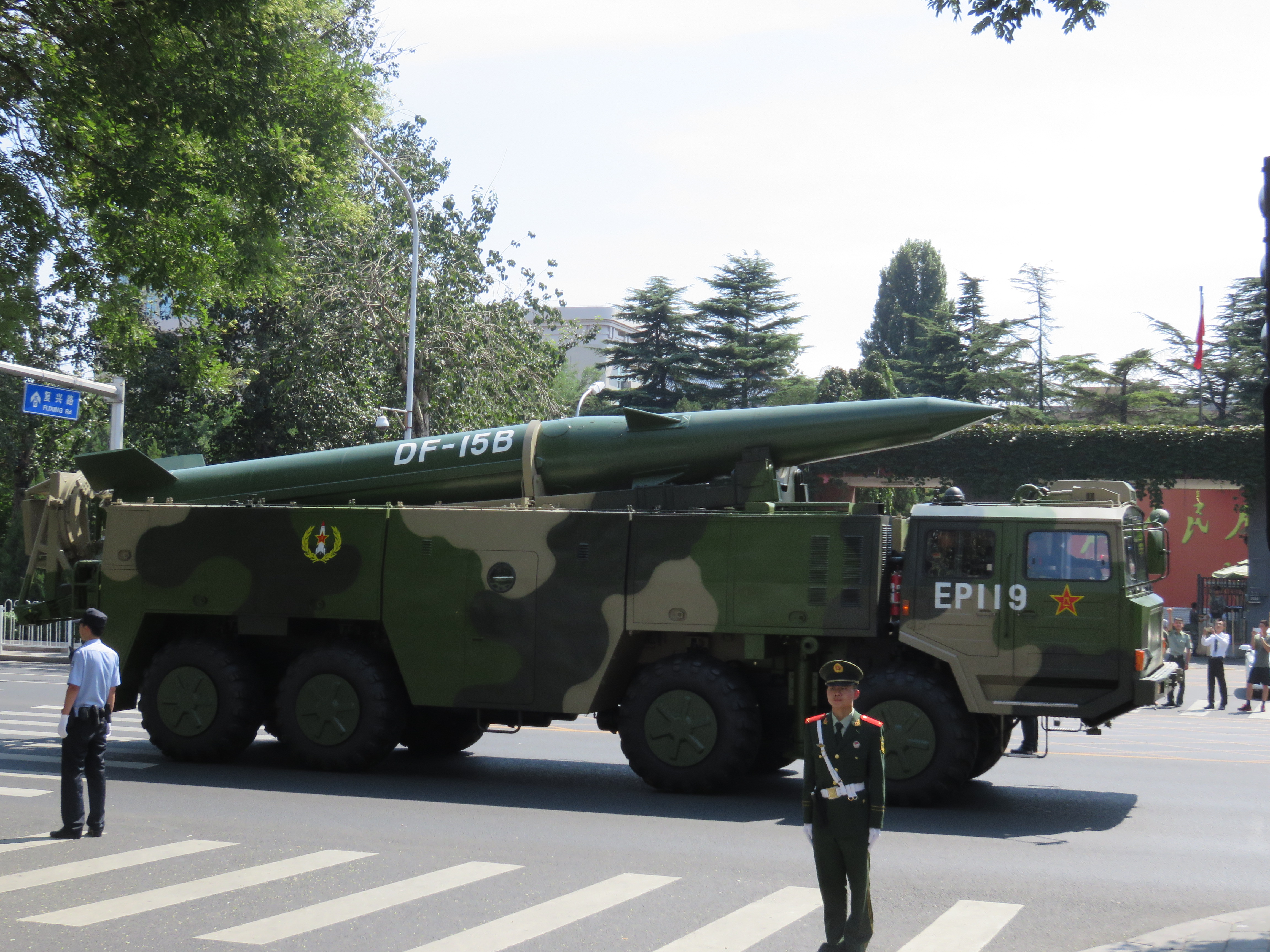
Дунфэн-15Б
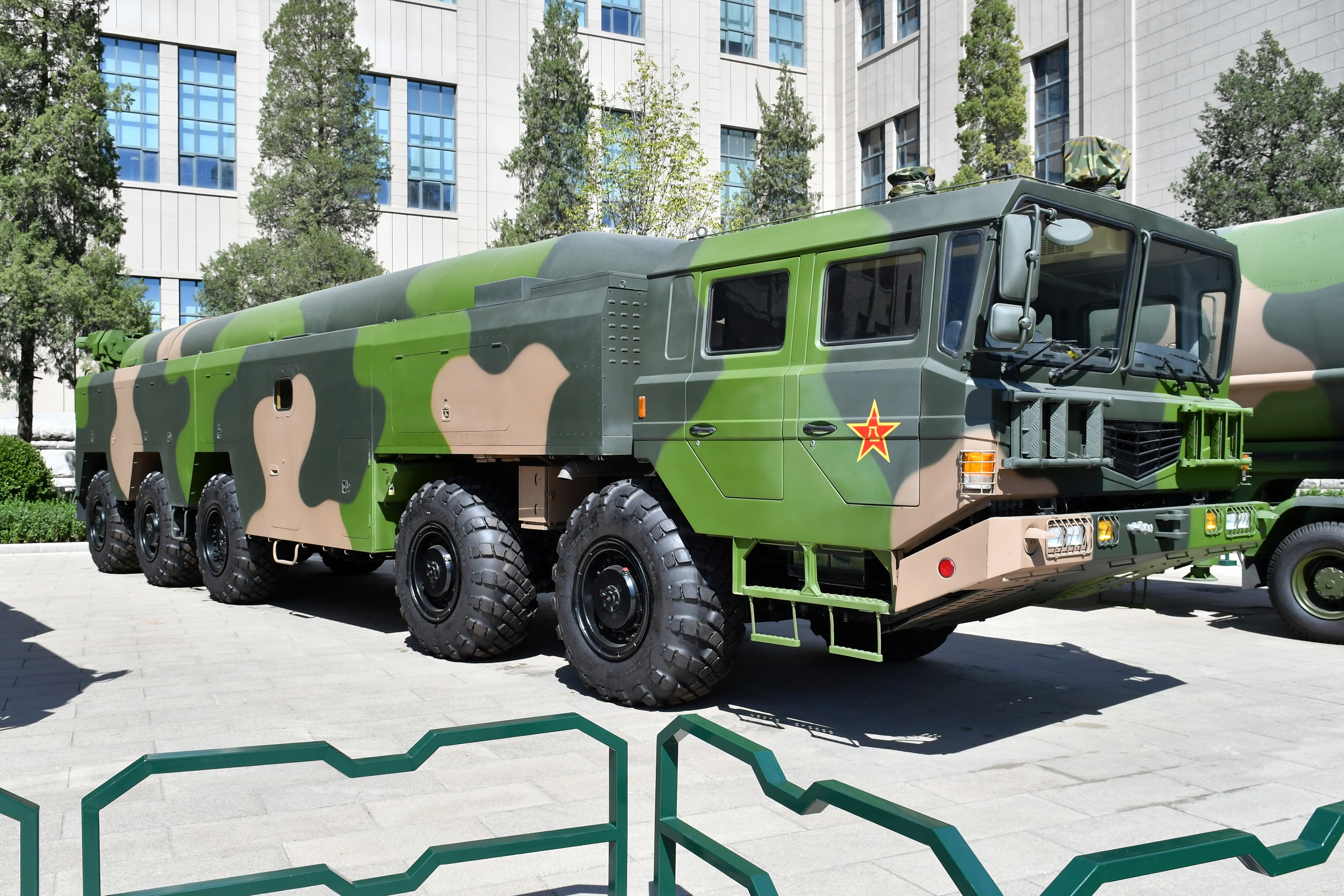
Дунфэн-16
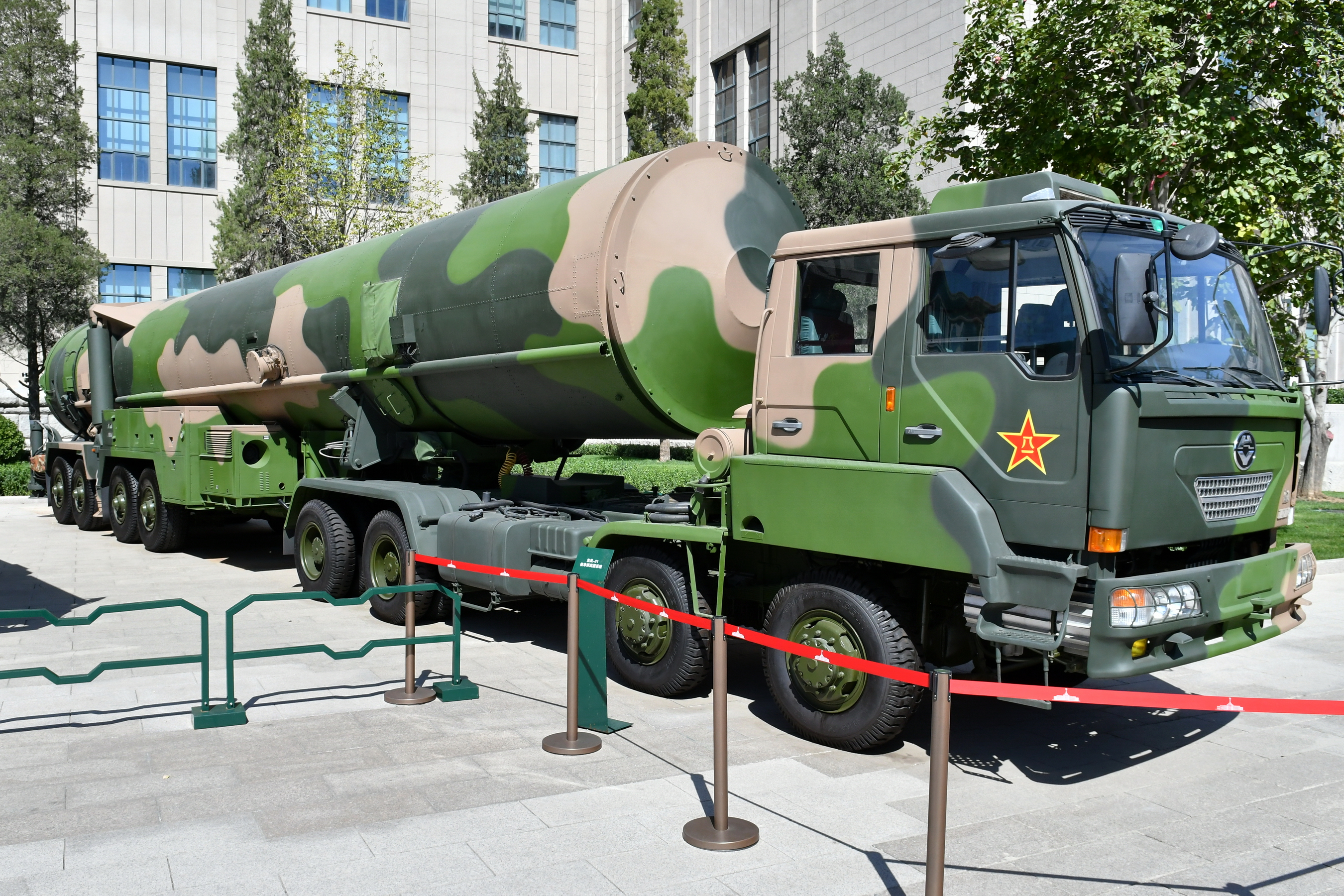
Дунфэн-31

- Дунфэн-11
- Хунци-9
- YJ-83

## Структура
В состав China Aerospace Science and Industry Corporation входит несколько академий и научно-производственных объединений, две научно-исследовательские базы, восемь листинговых компаний и около 500 дочерних компаний и институтов.

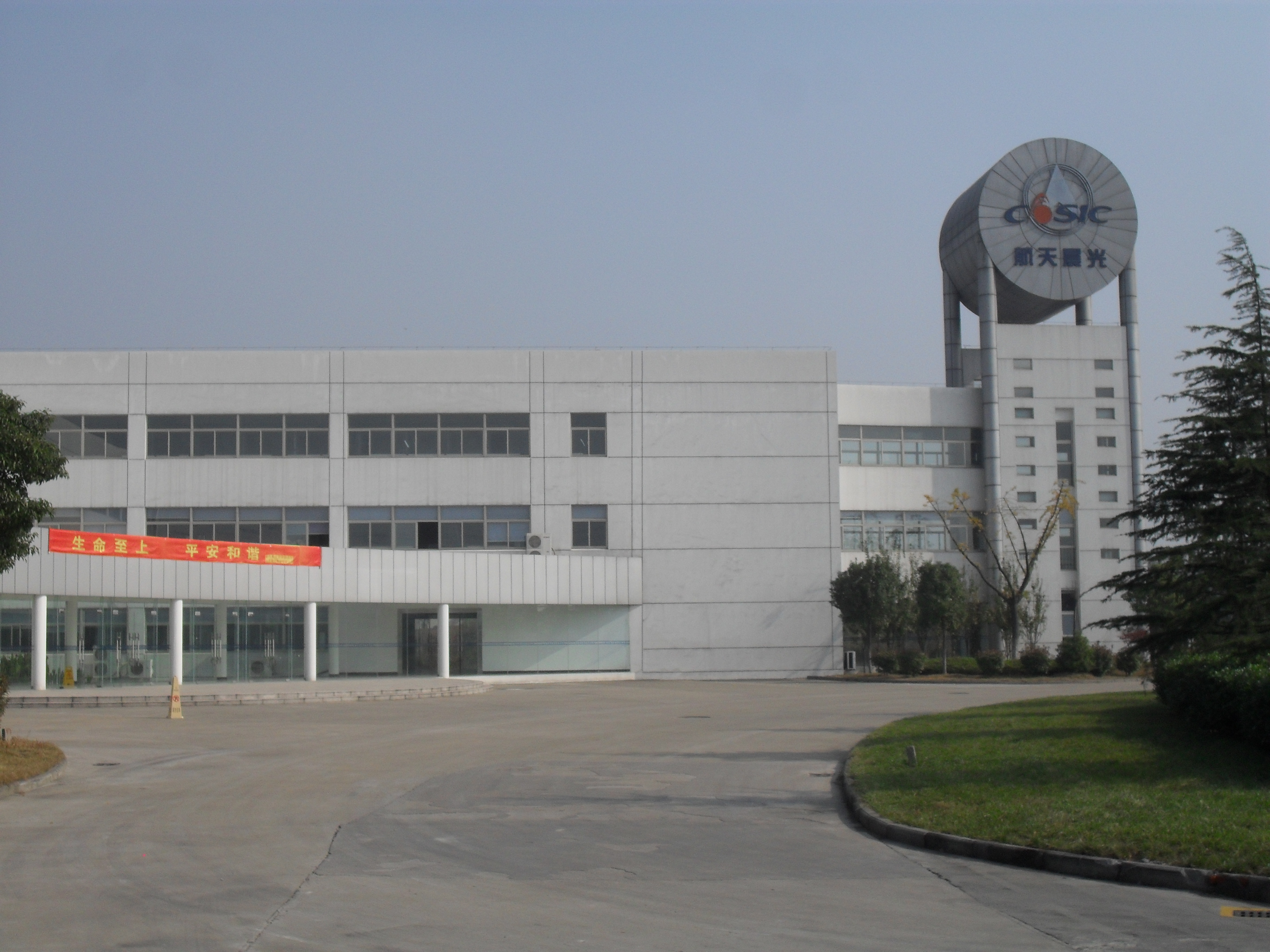
Завод CASIC в Нанкине

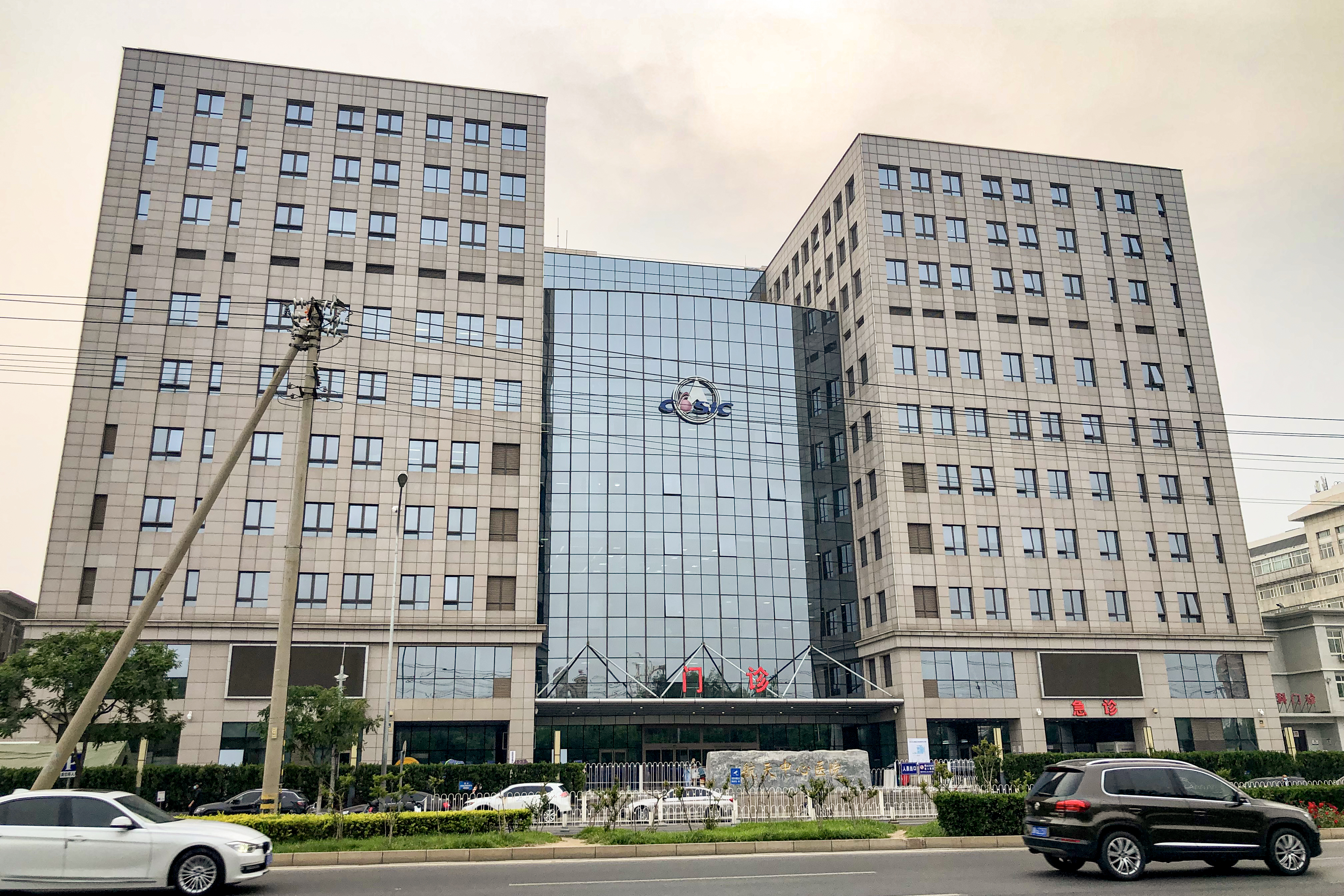
Больница CASIC в Пекине

- Первое НПО (Академия информационных технологий) создано в 2002 году и реорганизовано в 2009 году. Занимается проектированием, разработкой и производством информационных систем военного и гражданского назначения, средств радиоэлектронной борьбы, систем спутниковой связи и навигации, систем наведения и другого ракетно-космического оборудования. Штаб-квартира и головной завод расположены в Пекине (район Фынтай), остальные предприятия — в Нанкине, Гуанчжоу и Сиане[7].
- Второе НПО (Китайская академия механических и электронных технологий «Чанфэн») создано в 1957 году. Занимается проектированием, разработкой и производством противовоздушных, противоракетных, противоспутниковых и противокорабельных систем, радиолокационных станций; основная продукция — баллистические ракеты средней дальности (в том числе «Дунфэн-21»), электронные, оптические и акустические приборы. Штаб-квартира и основные предприятия расположены в Пекине, остальные предприятия — в Лючжоу, Тайюане, Сиане и Нанкине[19].
- Третье НПО (Китайская академия электро-механических технологий «Хайин») создано в 1961 году. Занимается проектированием, разработкой и производством крылатых ракет, а также двигателей и пусковых установок к ним. Кроме того, разрабатывает и производит реактивные ударные беспилотные летательные аппараты. Штаб-квартира и головной завод расположены в Пекине, остальные предприятия — в Тяньцзине и Шэньяне[20][21].
- Четвёртое НПО (Академия технологий ракетных двигателей) создано в 2011 году в результате слияния двух старых НПО. Занимается проектированием, разработкой и производством межконтинентальных баллистических ракет «Дунфэн-31», баллистических ракет средней дальности «Дунфэн-21», оперативно-тактических ракетных комплексов «Дунфэн-11», «Дунфэн-15» и «Дунфэн-16», баллистических ракет подводных лодок «Цзюйлан-2». Штаб-квартира расположена в Ухане, предприятия — в Нанкине (крупнейший в стране завод № 307), Пекине и Сяогане[20].
- Шестое НПО (Китайская химическая и машиностроительная корпорация «Хэси») образовано в 1962 году. Занимается проектированием, разработкой и производством твердотопливных и гибридных ракетных двигателей для баллистических ракет и искусственных спутников. Штаб-квартира и основные предприятия расположены в Хух-Хото, остальные предприятия — в Ичане и Сиане[22].
- Китайская корпорация космической промышленности «Цзяннань» образована в 1964 году, штаб-квартира расположена в Цзуньи. Компания разрабатывает специальное программное обеспечение для систем управления, наведения, контроля и навигации, а также производит различные компоненты для ракет (композитные материалы, системы автоматического управления полетом, микродвигатели, гироскопы, батареи электропитания, топливные датчики и соединительные устройства)[23].
- Хунаньская аэрокосмическая корпорация (Hunan Aerospace Corporation) образована в 1970 году, штаб-квартира расположена в Шаояне, а основные предприятия — в городе Чанша. Компания разрабатывает и производит летательные аппараты для ближнего космоса, различное оборудование для космических аппаратов (антенны, магниты, специальные композитные материалы и покрытия), наземные системы для обеспечения пусков ракет[23].
- Китайская аэрокосмическая строительная группа (China Aerospace Construction Group) создана в 1965 году, штаб-квартира расположена в Пекине. Компания проектирует и возводит объекты ракетно-космической отрасли, в том числе заводы, институты, испытательные и пусковые центры, объекты инфраструктуры, а также прокладывает военные коммуникации[23].
- Уханьская национальная база аэрокосмической промышленности занимается сборкой спутников и ракет-носителей «Куайчжоу-1А», «Куайчжоу-11», «Куайчжоу-21» и «Куайчжоу-31». Кроме того, Уханьская база выступает акционером компании ExPace Technology Corporation (Ухань), созданной в 2016 году. Эта компания занимается коммерческими запусками ракет, которые выводят на низкую орбиту небольшие спутники[24][25].
- Shenyang Aerospace Xinguang Group (Шэньян) разрабатывает и производит подводные бионические роботы[26].
- Шэньчжэньский исследовательский институт технологий аэрокосмической промышленности.
- Гуйчжоуская академия аэрокосмических технологий.
- Академия энергетических технологий CASIC.
- Академия технологий транспортировки CASIC.
- Академия аэродинамических технологий CASIC.
- Академия оборонных технологий CASIC.

### Дочерние компании
Кроме вышеперечисленных в состав CASIC входят следующие дочерние и аффилированные структуры:
Листинговые компании
- Aicino Corporation
- Addsino Company
- Aerospace Corporations Holdings
- Aerospace Hi-Tech Holding Group
- Aerosun Corporation
- Honghua Group
- Beijing Aerospace Changfeng
- Guizhou Space Appliance

Дочерние компании
- Aerospace Precision Products
- China Aerospace Automotive
- China Volant Industry
- China Sanjiang Space Group
- Henan Aerospace Industry Corporation
- CASIC Xingyun Satellite
- CASIC Cloud Technology Development
- CASIC Asset Management
- CASIC Finance

## Партнёрство
Среди основных технологических партнёров China Aerospace Science and Industry Corporation — китайская компания Comac, российская корпорация Ростех и германский концерн Siemens.